# エンセーテ属
エンセーテ属（Ensete）は、単子葉類ショウガ目バショウ科に属する植物の分類群。熱帯地域に広く分布し、アジアとアフリカに広がっている。この属のうち、エンセーテ（E. ventricosum）はエチオピアの南部及び南西部において広く食用とされる。

## 種
エンセーテ属には次の8種がある。
アフリカ
Ensete gilletii
Ensete homblei
Ensete perrieri - マダガスカルに分布
Ensete ventricosum - エンセーテ。エチオピア南部において広く食用に利用される
アジア
Ensete glaucum - インドからパプアニューギニアにかけて広く分布
Ensete superbum - インドの西ガーツ山脈に分布
Ensete wilsonii - 雲南省に分布
Ensete sp. タイに分布